# Charax
Charax (griechisch für „Spitzpfahl“, wegen der Form der Zähne) ist eine Gattung kleiner Salmler, die weit verbreitet im nördlichen und mittleren Südamerika, südlich bis zum Río de la Plata vorkommt. Charax ist Typusgattung der Familie (Characidae) und der Ordnung (Characiformes).

## Merkmale
Charax-Arten werden 3,5 bis 12,8 Zentimeter lang. Ihr Körper ist hochrückig, die Seitenlinie ist vollständig. Das Kopfprofil ist zunächst fast waagerecht, um hinter dem Auge steil anzusteigen, so dass sich eine konkave Form ergibt. Im Zwischenkieferbein (Prämaxillare) sitzen die Zähne in zwei, häufig unregelmäßigen Reihen. Das Dentale (Unterkiefer) verfügt über eine Zahnreihe. Die Afterflosse ist lang und unbeschuppt, der Schwanzstiel ist lang, die Schwanzflosse tief gegabelt. Eine Fettflosse ist vorhanden.
Charax-Arten leben vor allem in den Schilfgürteln ihrer Wohngewässer und stehen in charakteristischer schräger Haltung mit dem Kopf nach unten. Sie sind nicht sehr schwimmfreudig.
Charax ist nah verwandt mit Roeboides. Die Arten dieser Gattung werden aber größer.

## Arten
- Charax apurensis Lucena, 1987
- Charax awa Guimarães, De Brito, Ferreira & Ottoni, 2018
- Charax caudimaculatus Lucena, 1987
- Charax condei (Géry & Knöppel, 1976)
- Charax delimai Menezes & Lucena, 2014
- Glas-Kopfsteher (Charax gibbosus Linnaeus, 1758)
- Charax hemigrammus (Eigenmann, 1912)
- Charax leticiae Lucena, 1987
- Charax macrolepis (Kner, 1858)
- Charax metae Eigenmann, 1922
- Charax michaeli Lucena, 1989
- Charax niger Lucena,  1989
- Charax notulatus Lucena, 1989
- Charax pauciradiatus (Günther, 1864)
- Charax rupununi Eigenmann, 1912
- Charax stenopterus (Cope, 1894)
- Charax tectifer (Cope, 1870)
- Charax unimaculatus Lucena, 1989